# Greenwich (Londen)
Greenwich (IPA: /ˈɡrɛnɪtʃ/) is een historische stad en een wijk van de Britse hoofdstad Londen, gelegen in het zuidoosten van de metropool Groot-Londen aan de zuidoever van de Theems. De wijk, bestaande uit de wards Greenwich West en Peninsula, telt circa 30.000 inwoners.

## Historisch Greenwich
Greenwich telt een ensemble historische gebouwen uit de 17e, 18e en 19e eeuw, waarvan een aantal verbonden is met het Britse koningshuis en de Royal Navy. De belangrijkste gebouwen zijn: Queen's House (ontworpen door Inigo Jones), het Old Royal Naval College (ontworpen als Greenwich Hospital door Christopher Wren; tegenwoordig Universiteit van Greenwich en Trinity College of Music), het National Maritime Museum en het Koninklijk Observatorium van Greenwich, alle fraai gelegen in het Greenwich Park op een heuvel met uitzicht op de Theems. Het totale ensemble, aangeduid als Maritiem Greenwich, werd in 1997 door UNESCO op de Werelderfgoedlijst geplaatst.

## Nulmeridiaan

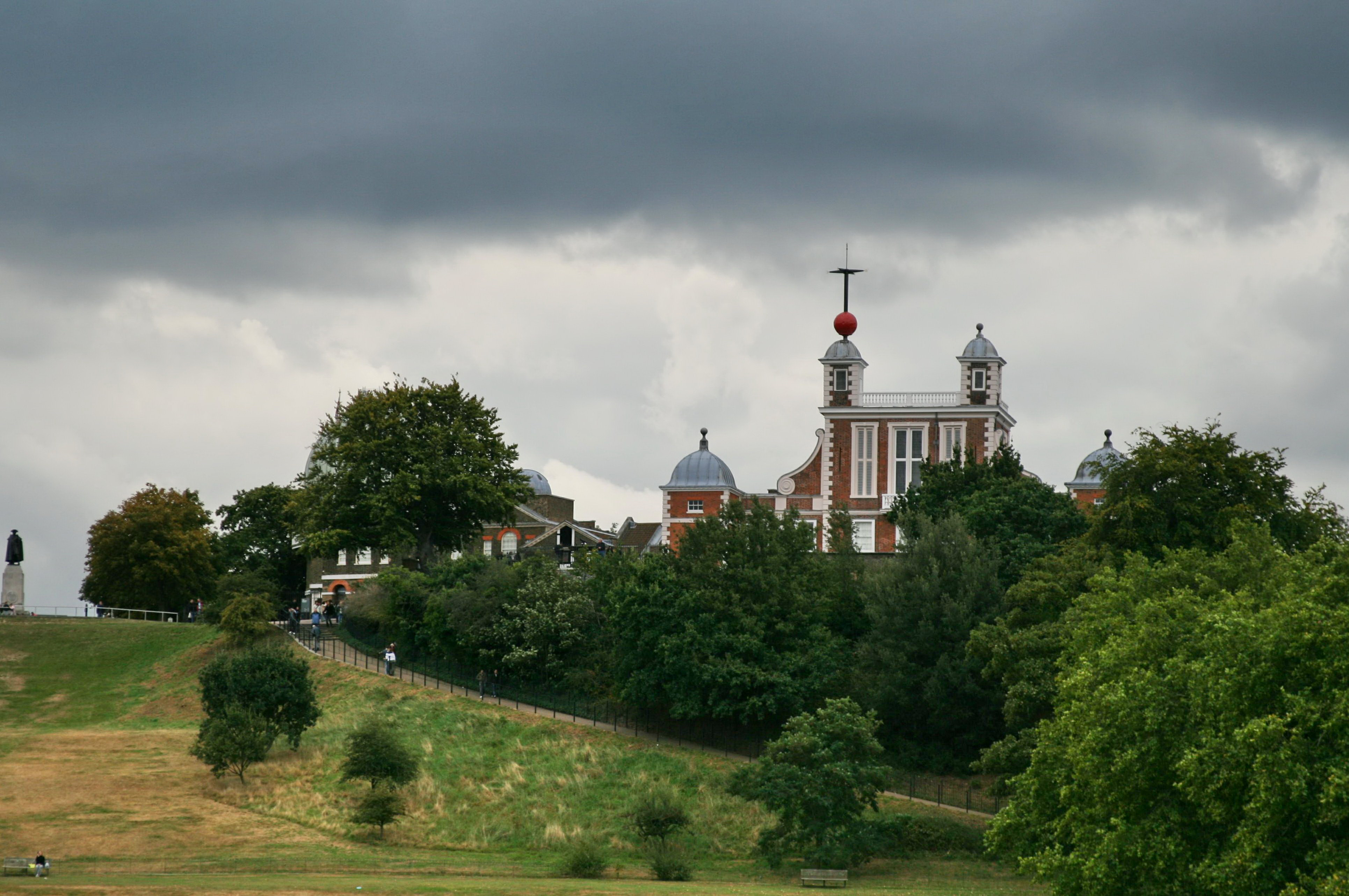
Het Koninklijk Greenwich Observatorium

Greenwich vormt het nulpunt van het systeem om de lengtepositie op het graadnet van de aarde aan te duiden. In dat systeem bevindt Greenwich zich op een nulmeridiaan, meer specifiek de meridiaan van Greenwich. Deze gaat door het Koninklijk Greenwich Observatorium, de sterrenwacht die vroeger in Greenwich gevestigd was. Naar het westen toe noemt men Westerlengte en naar het oosten toe Oosterlengte. Nederland en België liggen ongeveer op 5 graden oosterlengte.
Greenwich is ook de plaats waaraan de tijdstandaard is afgesproken: als de zon dáár op het hoogste punt staat (in het zuiden), dan is het 12 uur lokale tijd. Dit is later aangeduid als Greenwich Mean Time, oftewel GMT. Deze tijdsaanduiding kent geen zomer- en wintertijd. De wintertijd op de Britse Eilanden is gelijk aan GMT, maar gedurende de zomertijd scheelt het een uur.
Voor 1884 zijn er andere nulmeridianen in gebruik geweest.

## Geboren
- Hendrik VIII van Engeland (1491-1547), koning van Engeland (1509-1547), heer van Ierland, later ook koning van Ierland (1541-1547)
- Maria I van Engeland "Bloody Mary" (1516-1558), koningin van Engeland (1553-1558) en koningin van Spanje (1554-1558)
- Elizabeth I van Engeland (1533-1603), koningin van Engeland (1558-1603)
- Emily Davison (1872-1913), suffragette
- Edgar Wallace (1875-1932), journalist, thriller- en toneelschrijver
- Linda Ludgrove (1947), zwemster
- Steve Wright (1954-2024), diskjockey
- Dominic Cooper (1978), acteur
- Glen Johnson (1984), voetballer
- Kieran Richardson (1984), voetballer
- Rob Elliot (1986), voetballer
- Moses Odubajo (1993), voetballer
- Jordan Cousins (1994), voetballer
- Zoe Smith (1994), gewichthefster

- Gemeinsame Normdatei: 4093927-3
- Nationale Bibliotheek van Tsjechië: ge388582
- Virtual International Authority File: 247199409